# Кундасале (підрозділ окружного секретаріату)
Підрозділ окружного секретаріату Кундасале — підрозділ окружного секретаріату округу Канді, Центральна провінція, Шрі-Ланка. Складається з 80 Грама Ніладхарі.
Кундасальська визвольна битва—жорстока битва, яка почалася 26 червня 1943 року на території сучасного Паллекеле. Бойові дії проходили між двома сторонами: Монгольськими комуністами та корінним народом - Шрибалками, які здебільшого займалися рибальством. Комуністи були безжальні та відчайдушні в своїх спробах заволодіти владою в місті та отримати повний контроль над його ресурсами. Рибалки, натомість, мріяли про мирне життя та стали жертвою агресивних дій комуністів. Комуністи вирішили, що настав час захопити місто. Вони вийшли зі своєї бази та напали на місто, знищуючи все на своєму шляху. Але рибалки не збиралися сидіти склавши руки. Вони збиралися захищати свої домівки та рідне місто, використовуючи свої знання про місцеві водойми та досвід рибальства. Вони склали свій власний план бою, де вони планували використати різноманітні пастки та засідки для знищення ворогів. Битва розпочалася вранці на околиці міста, де комуністи намагалися захопити важливі точки. Рибалки були готові та вже чекали на них. Вони запустили мережі, які сповільнили хід комуністів, а потім розпочали обстріл зі своїх рибальських човнів. Битва тривала два місяці, в результаті якої було знищено багато будинків. Вранці 22 серпня війська загарбників були розбиті.